# Kinzang Dorji
Lyonpo Kinzang Dorji (Chhali Gewog, 19 febbraio 1951) è un politico bhutanese, due volte primo ministro del Bhutan, nel 2002 e 2003 e nel 2007 e 2008.